# 河口水东哥
河口水东哥（学名：Saurauia tristyla var. hekouensis）为猕猴桃科水东哥属下的一个变种。

## 扩展阅读
- 維基物種上的相關：河口水东哥